# Světová federace karate
Světová federace karate (WKF, anglicky World Karate Federation) byla založena v roce 1990 a je největší řídicí orgán sportovního karate s více než 180 členskými zeměmi.
WKF je jediná organizace karate, která je uznána mezinárodním olympijským výborem a má více než 10 000 000 členů. WKF organizuje mistrovství světa v karate juniorů a seniorů, které se koná každé dva roky. Sídlo WKF je v Madridu ve Španělsku. Prezidentem WKF je Antonio Espinos. Styly karate uznané WKF: Goju-ryu, Shito-ryu, Šótókan a Wado-ryu. V roce 2020 se karate představí na letních olympijských hrách v Tokiu jako nový olympijský sport.

## Olympijský sport
Snaha přivést karate na olympiádu začala v roce 1970 panem Jacques Delcourt.
28. září 2015 se karate objevilo na krátkém seznamu společně s baseballem, softballem, skateboardingem, surfováním a sportovním lezením, které by měly být zahrnuty do letních olympijských her v roce 2020. 1. června 2016 výkonná rada Mezinárodního olympijského výboru oznámila, že podporuje začlenění všech pěti sportů (počítání baseballu a softbalu jako jediného sportu) za účelem začlenění do her v roce 2020.
3. srpna 2016 MOV v Rio de Janeiro oficiálně potvrdil, že karate bude součástí Olympijských her v Tokiu 2020. Ještě nám není známý přesný klíč výběru karatistů na OH, ale už víme, že se pod olympijskými kruhy utká 10 žen a 10 mužů v kata. Kumite bude rozděleno do 3 hmotnostních kategorií, kde v každé kategorii bude opět 10 žen a 10 mužů. Celý systém by měl fungovat tak, že se závodníci rozdělí na dvě části, kde se utkají každý s každým. Dva nejlepší karatisté z každé poloviny budou následně bojovat o vítězství ve své polovině a postup do finále. 

## Historie federace
Po několika desetiletích rychlého celosvětového růstu několik soutěží začalo přitahovat karate sportovce z několika zemí během šedesátých lét.
Různé styly karate, rozmanitost pravidel a nedostatek jednotných protokolů, které upravují jakýkoli typ soutěže, naznačují potřebu vytvoření mezinárodního řídícího orgánu, který by zahrnoval sjednocené národní karate federace, které by mohly začít řešit tyto otázky z jednotné globální perspektivy.
Ryoichi Sasakawa, předseda japonské karate federace (JKF) a Jacques Delcourt, předseda Evropské karate unie (EKU) společně navrhli řadu setkání, které by vedly nejen k prvnímu sloučení mezinárodních pravidel pro sport karate, ale také k založení World Union of Karatedo Organizations (WUKO) dne 10. října 1970.
Integrace několika nových organizací v 90. letech zaznamenala zvýšení počtu členů WUKO na 150 národních federací. Proto je zapotřebí nový název, který přesněji odráží velikost a rozsah organizace. Název první mezinárodní organizace zastupující sport Karate byl proto 20. prosince 1992 změněn na Světovou federaci karate World Karate Federation (WKF). Historie je skvěle popsána v angličtině na webu https://www.wkf.net/thebook/

## Soutěže

### Kata
Individuální kata (muži, ženy).

Kata tým (muži, ženy) – tři závodníci cvičí kata synchronně. V kata týmu se předvádí bunkai (aplikace technik).

### Kumite
Individuální kumite (muži, ženy).

Kumite tým (muži, ženy) – tříčlenný (ženy) nebo pětičlenný (muži) tým zápasí proti soupeři systémem jeden na jednoho.

## Karate 1 Premier League
- https://web.archive.org/web/20170824011813/https://www.wkf.net/karate1-premier

Karate1 Premier League - je nejdůležitější ligovou událostí ve světě karate. Ta se skládá z řady nejvýznamnějších karate soutěží a snaží se spojit nejlepší závodníky a závodnice karate na světě v šampionátech bezprecedentním rozsahu a kvality.
Zahájen v roce 2011 s dvěma turnaji v Paříži a Istanbulu, Karate1-Premier League - dosáhl exponenciálního pokroku z hlediska velikosti a stavu turnajů, stejně jako počtu účastníků a zastoupených zemí. Právě soutěže Karate 1 Premier League mají být hlavní oporou při olympijské kvalifikaci pro všechny závodníky.
Od roku 2018 vstoupí v účinnost novinky spojené s olympijským systémem a přípravou na účast karate na olympiádě v roce 2020.
Čtyři fáze registrace v období 2 měsíců před soutěží (rozděleno po 15 dnech)
1. fáze: pro NF (prvních 15 dní) 1 závodník z NF z hlavního rankingu WKF do 50 místa
2. fáze: volná registrace (druhých 15 dní) další doplnění registrace z hlavního rankingu WKF do 50 místa, ale max. 2 závodníci na kategorii a stát. (včetně 1. faze)
3. fáze: volná registrace (třetích 15 dní) další doplnění registrace bez ohledu na hlavní rankingu WKF, ale max. 2 závodníci. Pokud již tito závodníci nebyli registrováni ve fázi 1. a 2. na kategorii a stát.
4. fáze: (posledních 15 dní) doplnění volných míst do max. počtu 64 závodníků v kategorii bez ohledu na pozici v rankingu nebo státu.

## Karate 1-Series A
- https://web.archive.org/web/20170824011201/https://www.wkf.net/karate1-series

Karate 1-Series doplňuje události Karate 1 Premier League jako prvotřídní karate mezinárodní soutěže. Nově vytvořený karate 1-Series A nabízí karatekům z celého světa příležitost zvýšit své postavení v řadě vynikajících a očekávaných událostí a zároveň zvyšovat univerzálnost nejlepších karate turnajů.

## Světový žebříček závodníků karate
Světová federace karate vede celosvětový žebříček karatistů v jednotlivých kategoriích.
Žebříček naleznete na webových stránkách - http://setopen.sportdata.org/wkfranking/ranking_main.php
Česká republika v žebříčku obsazuje 83. místo s 795 body. První místo obsazuje Japonsko s 52977 body.

## Mistrovství světa kadetů, juniorů a U21 (World Junior Karate Championships)
- https://setopen.sportdata.org/wkfranking/ranking_information_main.php

Světová federace karate WKF pořádá také mistrovství světa pro karatistky a karatisty v kategoriích: kadet: 14-15 let, junior: 16-17 let a U21 kategorie 18-20 let
- https://web.archive.org/web/20170906033316/https://www.wkf.net/world-championships-past-championship/junior/
- 2011: https://www.wkf.net/imagenes/campeonatos/junior-medal-7th-world-junior-cadet-karate-championships-melaka-malaysia-001.pdf
- 2013: https://www.wkf.net/imagenes/campeonatos/junior-medal-2013-nov-7-10-world-junior-cadet-championships-21-world-cup-guadalajara-spain-002.pdf
- 2015 : https://www.wkf.net/imagenes/campeonatos/junior-medal-wkf-junior-cadet-and-u21-championships-12-15-november-jakarta-indonesia-001.pdf
- Výsledky : https://www.karaterec.com/en/
- Výsledky z roku 1999 do roku 2013 : https://www.karaterec.com/en/contests/world-junior-and-cadet-championships-2013/
- https://www.sportdata.org/karate/set-online/veranstaltung_info_main.php?active_menu=calendar&vernr=336 - 2011
- https://www.sportdata.org/wkf/set-online/veranstaltung_info_main.php?active_menu=calendar&vernr=1 - 2013
- https://www.sportdata.org/wkf/set-online/veranstaltung_info_main.php?active_menu=calendar&vernr=44 - 2015
- https://www.sportdata.org/wkf/set-online/veranstaltung_info_main.php?active_menu=calendar&vernr=130 - 2017

## Organizace uznávané WKF
- Evropská federace karate

(53 zemí:
Albánie,
Andorra,
Anglie,
Arménie,
Ázerbájdžán,
Belgie,
Bělorusko,
Bosna a Hercegovina,
Bulharsko,
Černá Hora,
Česko,
Dánsko,
Estonsko,
Finsko,
Francie,
Georgie,
Chorvatsko,
Irsko,
Island,
Itálie,
Izrael,
Kypr,
Lichtenštejnsko,
Litva,
Lotyšsko,
Lucembursko,
Maďarsko,
Malta,
Moldavsko,
Monako,
Německo,
Nizozemsko,
Norsko,
Polsko,
Portugalsko,
Rakousko,
Rumunsko,
Rusko,
Řecko,
San Marino,
Severní Irsko,
Makedonie,
Skotsko,
Slovensko,
Slovinsko,
Srbsko,
Španělsko,
Švédsko,
Švýcarsko,
Turecko,
Turkmenistán,
Ukrajina,
Wales)
- Asijská federace karate

(40 zemí:
Afghánistán,
Bahrajn,
Bangladéš,
Brunej,
Kambodža,
Čína,
Tchaj-wan,
Hongkong,
Indie,
Indonésie,
Irák,
Írán,
Japonsko,
Jordánsko,
Kazachstán,
Korea,
Kuvajt,
Kyrgyzstán,
Laos,
Libanon,
Macau,
Malajsie,
Mongolsko,
Myanmar,
Nepál,
Pákistán,
Palestina,
Filipíny,
Katar,
Saúdská Arábie,
Singapur,
Srí Lanka,
Syrská republika,
Tádžikistán,
Thajsko,
Východní Timor,
Spojené arabské emiráty,
Uzbekistán,
Vietnam,
Jemen)
- Africká federace karate

(45 zemí:
Alžírsko,
Angola,
Benin,
Botswana,
Burkina Faso,
Pobřeží slonoviny,
Demokratická republika Kongo,
Džibuti,
Egypt,
Etiopie,
Gabon,
Gambie,
Ghana,
Guinea,
Kamerun,
Kapverdy,
Keňa,
Republika Kongo,
Libérie,
Libye,
Madagaskar,
Mali,
Maroko,
Mauretánie,
Mauricius,
Mosambik,
Namibie,
Niger,
Nigérie,
Rwanda,
Svatý Tomáš a Princův ostrov,
Senegal,
Seychely,
Sierra Leone,
Somálsko,
Středoafrická republika,
Súdán,
Svazijsko,
Tanzanie,
Togo,
Tunisko,
Uganda,
Zambie,
Zimbabwe)
- Oceánská federace karate

(12 zemí:
Austrálie,
Cookovy ostrovy,
Fidži,
Francouzská Polynésie,
Guam,
Nauru,
Nová Kaledonie,
Nový Zéland,
Papua Nová Guinea,
Samoa,
Vanuatu,
Wallis a Futuna)
- Americká federace karate

(38 zemí:
Antigua a Barbuda,
Argentina,
Aruba,
Bahamy,
Barbados,
Belize,
Bermudy,
Bolívie,
Brazílie,
Curaçao,
Dominikánská republika,
Ekvádor,
El Salvador,
Grenada,
Guatemala,
Guyana,
Haiti,
Honduras,
Chile,
Kajmanské ostrovy,
Kanada,
Kolumbie,
Kostarika,
Kuba,
Martinik,
Mexiko,
Nikaragua,
Panama,
Paraguay,
Peru,
Portoriko,
Spojené státy americké,
Surinam,
Svatá Lucie,
Trinidad a Tobago,
Uruguay,
Venezuela)